# Zamek w Krui
Zamek (twierdza) w Krui (także: Cytadela Skanderbega) - średniowieczna twierdza zlokalizowana w Krui, w Albanii. Stanowi nie tylko zabytek kultury, ale także miejsce uświęcone historycznie dla Albańczyków, był bowiem siedzibą narodowego bohatera tego narodu - Skanderbega.
Zamek w Krui istniał zanim Skanderbeg ustanowił tu w XV wieku swoją siedzibę. W wyniku rebelii Skanderbega, wojska osmańskie trzykrotnie oblegały zamek: w  1450, 1466 i w 1467. Wszystkie próby zakończyły się niepowodzeniem ze względu na mocno defensywną lokalizację zamku na skalnym płaskowyżu. Po tym jak Skanderbeg zapadł na malarię i zmarł 17 stycznia 1468, albańska rebelia była kontynuowana przez innego wodza, Lekë Dukagjiniego. W 16 czerwca 1478 doszło do czwartego oblężenia Kruji, tym razem (dzięki wzięciu obrońców głodem) wojska osmańskie zwyciężyły i zdobyły zamek. Wówczas odbudowano mury po stronie północnej, zniszczone w wyniku osmańskiego ataku. W 1617 podczas trzęsienia ziemi doszło do zniszczeń na terenie cytadeli.
Twierdza mieści się na wzgórzu górującym nad miastem. Ma kształt zbliżony do owalu o rozmiarach ok. 300 x 150 m i jest otoczona zachowanymi w różnym stopniu murami obronnymi. W górnej części znajdują się pozostałości oryginalnego zamku z wieżą, w środkowej - jego współczesna rekonstrukcja (w której mieści się Muzeum Skanderbega), a w dolnej zabudowa mieszkalna i gospodarcza z czasów osmańskich.
Do cytadeli prowadzi uliczka handlowa zwana tureckim bazarem, na której znajdują się stylowe domy z XIX wieku, mieszczące w większości sklepy pamiątkarskie.
Rekonstrukcji stołecznego zamku Skanderbega dokonano w 1982 z inicjatywy i według planów Pranvery Hodży, córki dyktatora - Envera Hodży, bez poszanowania prawdy historycznej dotyczącej obiektu. W budynku tym mieści się Muzeum Skanderbega, gromadzące eksponaty związane z historią miasta i regionu. Wystawiona jest tam m.in. kopia hełmu Skanderbega, odtworzona na podstawie rycin średniowiecznych. 
W dolnej części kompleksu zamkowego funkcjonuje Muzeum Etnograficzne, mieszczące się w domu z okresu albańskiego odrodzenia narodowego. Można tu obejrzeć starannie urządzone wnętrza obrazujące życie różnych warstw społeczeństwa albańskiego w XIX wieku, m.in. salon z kominkiem, sypialnie, gabinet myśliwski, pokój dziecinny, pracownię produkującą albańskie czapki filcowe. Również w dolnej części zamku znajduje się budynek łaźni tureckiej z XVII wieku oraz klasztor i meczet bektaszytów. W środku można obejrzeć freski, a przy bramie nagrobki, w tym pochodzący z 1928 tzw. nagrobek derwisza.

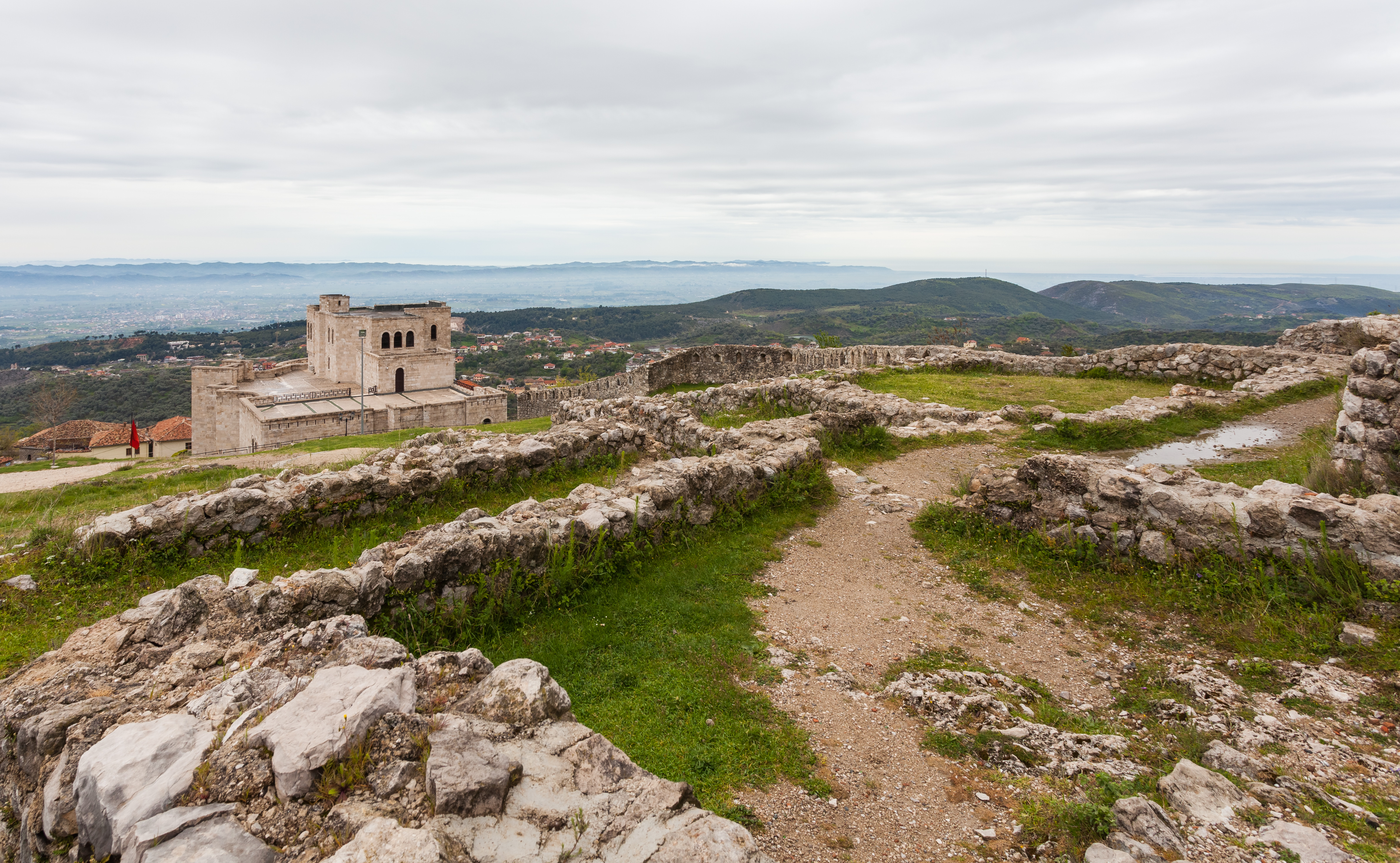
Ruiny zamku
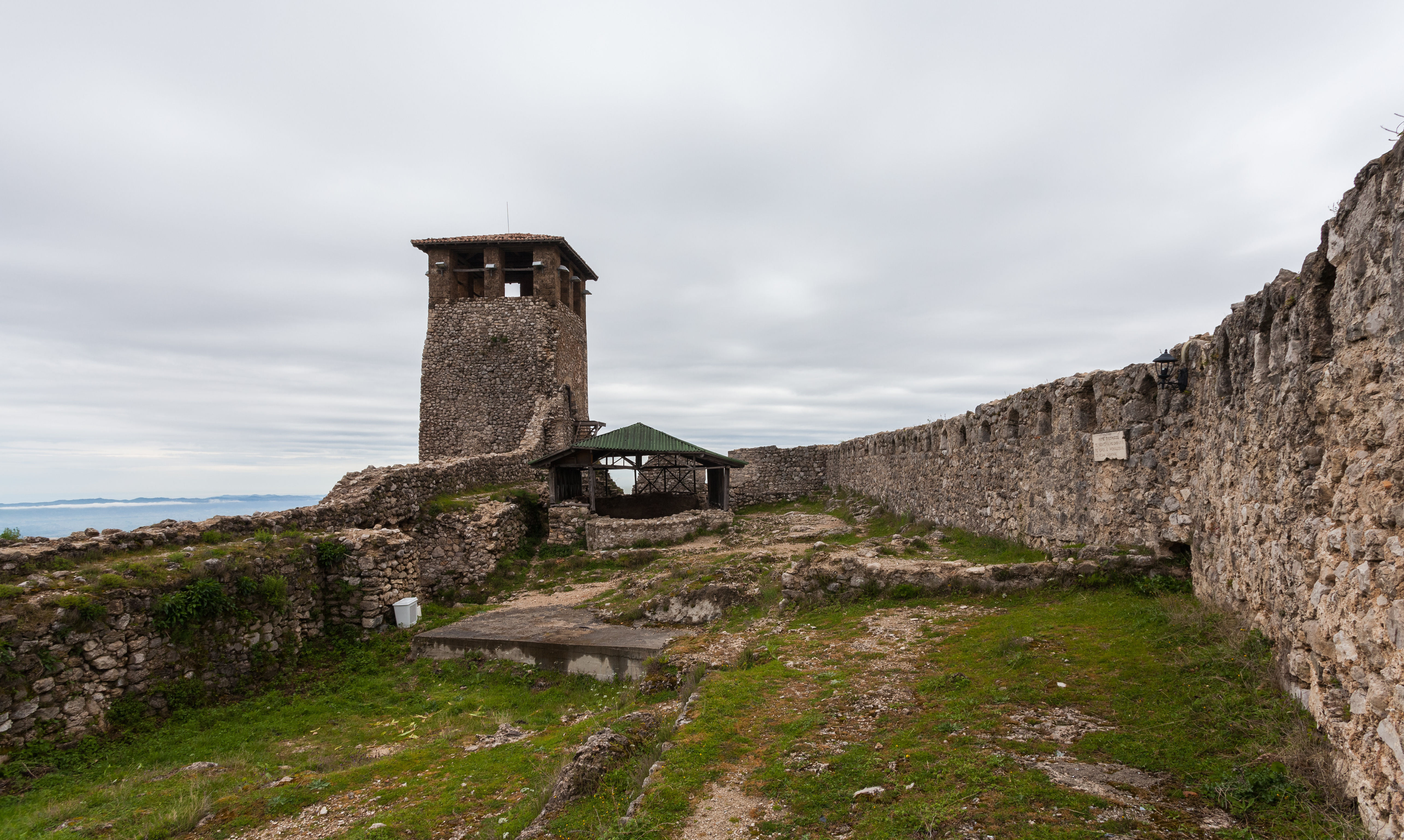
Mury i wieża strażnicza
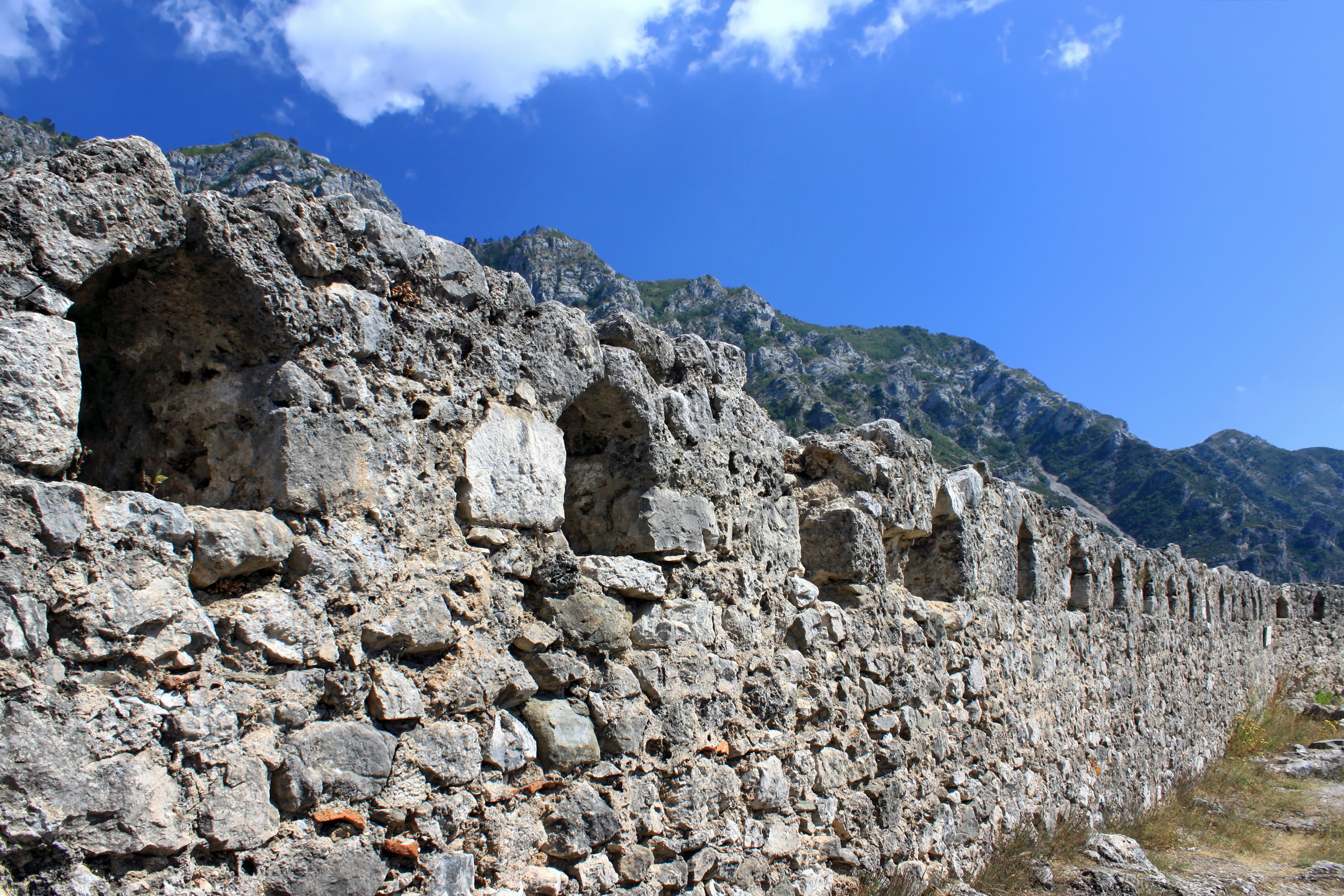
Mury zamku
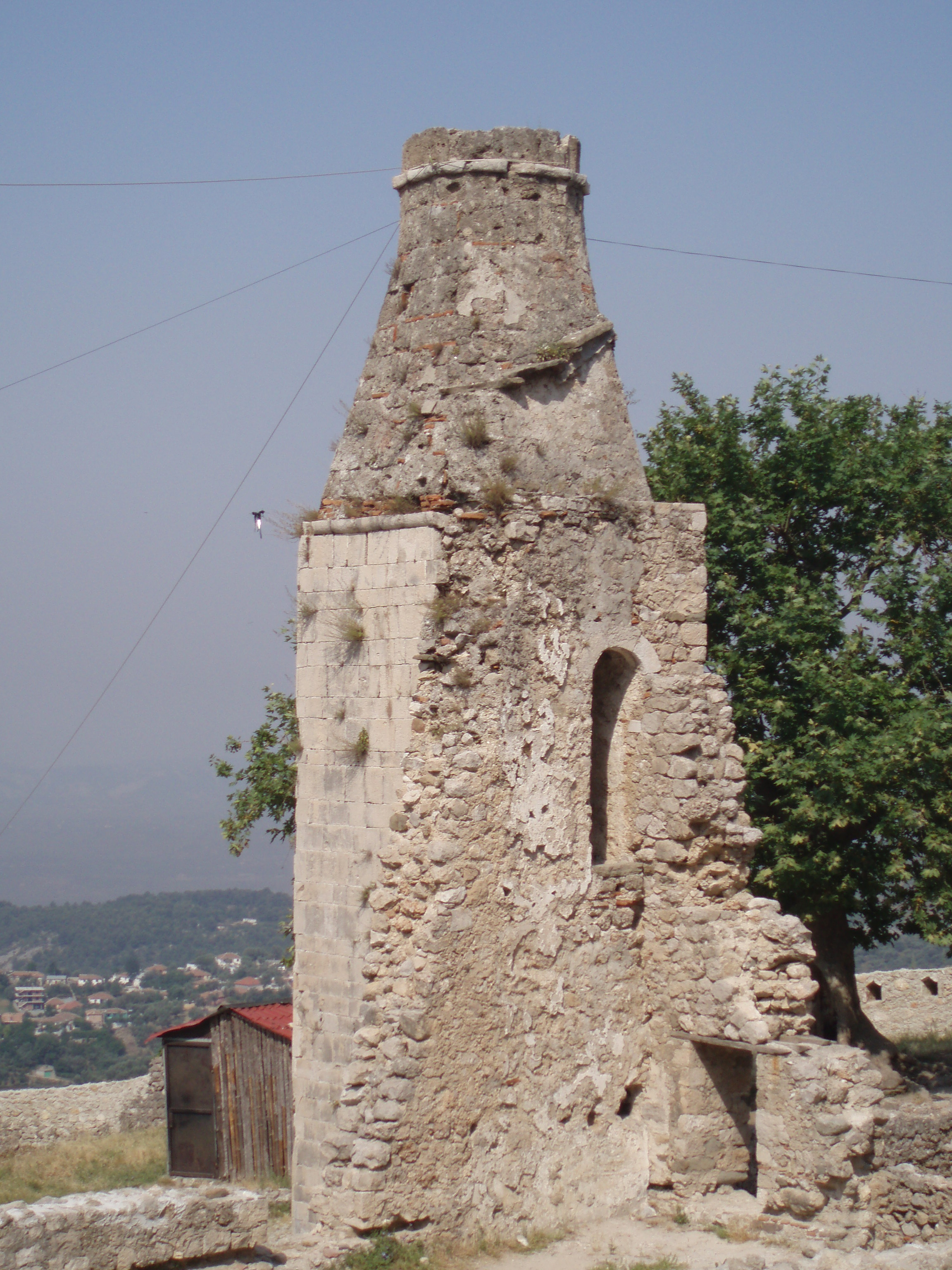
Pozostałości minaretu
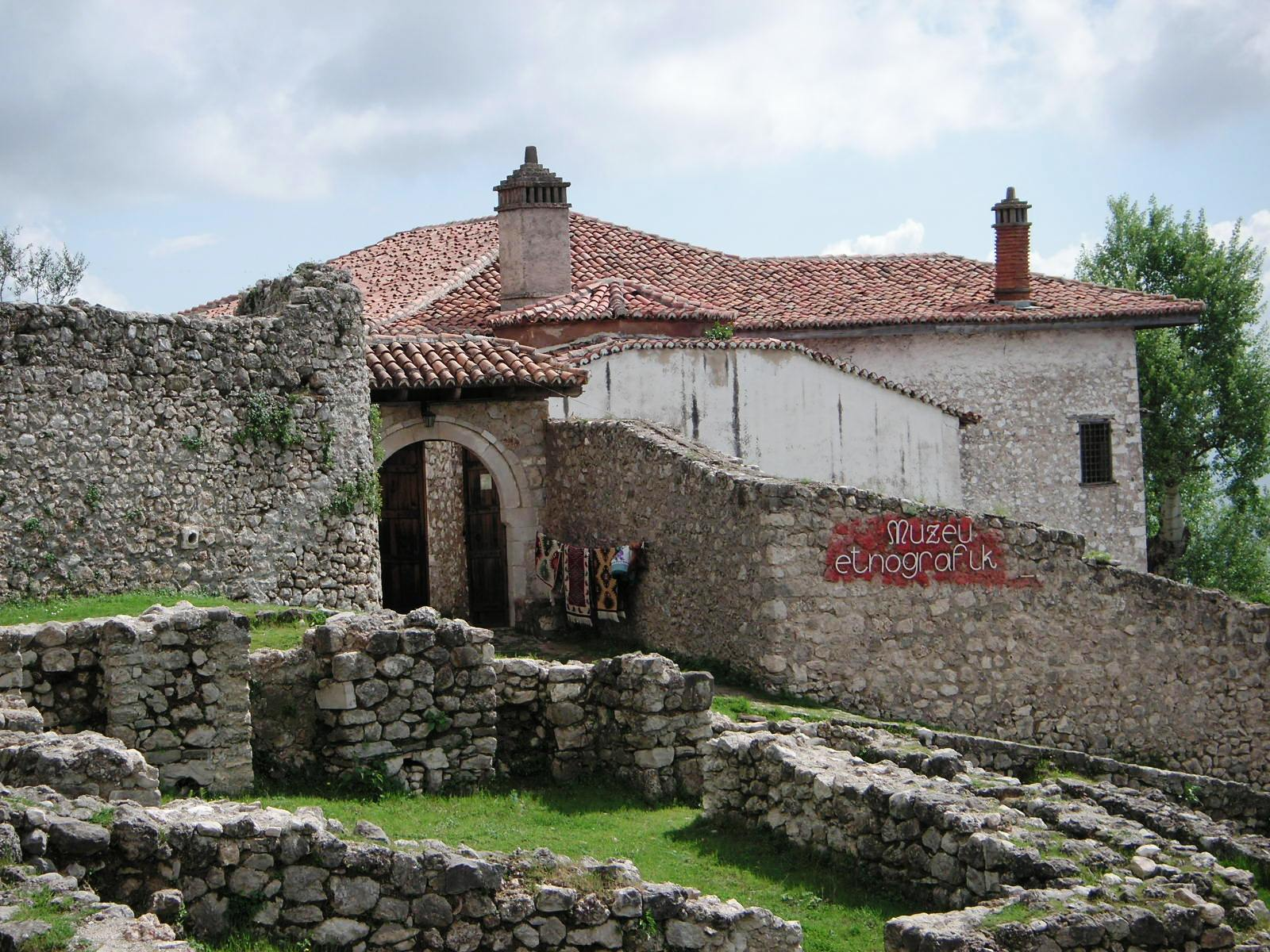
Muzeum Etnograficzne
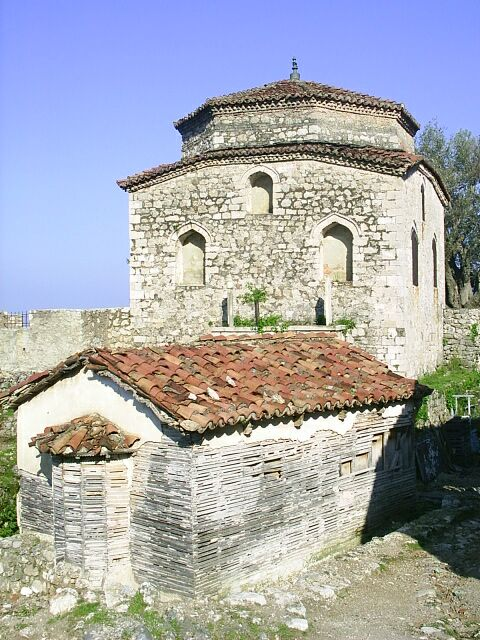
Klasztor bektaszytów